# Група BGR
BGR Group (раніше Barbour, Griffith & Rogers) — лобістська та комунікаційна фірма, розташована у Вашингтоні, округ Колумбія, з офісами в Лондоні, Пекіні та Остіні, штат Техас. Фірму, засновану в 1991 році колишніми помічниками Білого дому Едом Роджерсом і Гейлі Барбур, приєднався Ленні Гріффіт, щоб створити Barbour Griffith & Rogers (BGR Group). У 2019 році The Hill і Bloomberg визнали BGR «Найефективнішою лобістською фірмою».

## Історія
Фірма була заснована в 1991 році Гейлі Барбур і Едом Роджерсом, які працювали один з одним в адміністрації Рональда Рейгана. Ленні Гріффіт приєднався наступного року, і фірма отримала назву Barbour Griffith & Rogers.
Фірма мала тісні зв'язки з республіканським політичним істеблішментом і до 1998 року була названа журналом Fortune однією з найвпливовіших лобістських фірм у Вашингтоні.
Барбур публічно заявив, що відмовився від своєї частки в компанії після обрання губернатором Міссісіпі у 2004 році. Однак New Republic отримав копію створеного ним сліпого трасту, в якому були виявлені акції материнської компанії, яка на той час володіла BGR. Журналісти TNR заявили, що вони спостерігали, як Барбур заходив до офісу BGR у DC у червні 2007 року. Bloomberg повідомляв, що Barbour буде отримувати від трасту 300 000 доларів на рік. Кілька фірм, які брали участь у ліквідації наслідків урагану Катріна в Міссісіпі, також були клієнтами BGR. Barbour все ще зберігав довіру, яка, як показали нормативні документи, зросла до 3,3 мільйона доларів до 2008/2009 років. Він повернувся до фірми на повний робочий день у 2012 році
Фірма змінила бренд з Barbour, Griffith & Rogers на BGR Group у перші роки правління адміністрації Барака Обами, оскільки хотіла показати себе двопартійною. За словами Роджерса, дохід фірми знизився після обрання Обами, оскільки клієнти вважали, що вона втратить вплив.
У фірмі працюють різні колишні політичні діячі, зокрема Курт Волкер, Джеффрі Бірнбаум і губернатор Гейлі Барбур. У 2019 році на фірму почав працювати політик-республіканець Шон Даффі.

## Відомі клієнти
У 2001 році BGR представляла Microsoft у її антимонопольній боротьбі з Міністерством юстиції США, і журнал Fortune назвав її найвпливовішою лобістською компанією Вашингтона.
У 2013 році фірма отримала 13,7 мільйонів доларів США за лобіювання, а трьома її найбільшими клієнтами були Індія, Україна, Chevron Corp. і Казахстан. У 2014 році BGR підтримав сенатора-республіканця Теда Кокрана, коли він боровся на первинних виборах проти кандидата від Рух Чаюваня Кріса МакДеніела. У квітні 2015 року уряд Південної Кореї найняв BGR для зв'язків з громадськістю та створення іміджу. З 2015 року BGR працює в американській компанії Ethane.
BGR працював на численні російські фірми режиму Володимира Путіна та російських олігархів. У 2016 році BGR працював із Альфа-Банком і найняв Mandiant для підтримки Альфа-Банку. У 2021 році BGR Group отримала 600 000 доларів США від LetterOne, інвестиційної компанії, пов'язаної з режимом Путіна в Росії.
BGR лобіювала від імені Королівства Саудівська Аравія. У 2016 році BGR Group підписала контракт на суму 500 000 доларів США на надання «послуг зі зв'язків з громадськістю та медіа-менеджменту для Центру [досліджень і медіа-справ при Королівському дворі Саудівської Аравії, який включає як традиційні, так і соціальні медіа-форуми». BGR відмовився від Саудівської Аравії як клієнта після вбивства Джамаля Хашоггі у 2018 році. BGR отримував 80 000 доларів щомісяця за «послуги зі зв'язків з громадськістю та управління ЗМІ». Голова правління Ед Роджерс був сповіщений The Washington Post (роботодавцем Хашоггі), що якщо BGR продовжить вести справи з Саудівською Аравією, газета більше не буде публікувати його колонку.
З 2019 року BGR лобіює інтереси уряду Гонконгу.